# 王湘 (嘉靖進士)
王湘（1528年—1593年），字大清，號竹陽，山東濟寧衛軍籍萊州府平度州人，明朝政治人物。

## 生平
嘉靖三十四年（1555年）乙卯科山東鄉試第六十五名舉人。嘉靖四十四年（1565年）中式乙丑科會試第一百五十一名，三甲第一百一十一名進士。工部观政，改翰林院庶吉士，隆慶元年（1567年）三月授山西道御史，二年九月差巡按贵州。丁母憂，万历元年（1573年）五月復除本道，七月差巡按順天，三年七月升陕西副使，七年三月升浙江参政，十年五月升按察使，七月更调陕西，十一年二月升湖广右布政使，十二年二月升本司左布政，十五年九月升南太仆寺卿，十六年七月升南大理寺卿，十七年二月回籍听用。卒年六十六。

## 家族
曾祖王寧；祖父王宣，贈左布政；父王信，累赠左布政。前母李氏，贈孺人；母劉氏，累赠夫人。兄王汉、王沧、王澤、弟王江（武生）、王洧（贡生）。